# Военная академия (Одесса)
Военная академия в Одессе (укр. Військова академія) — межвидовое высшее военное учебное заведение. Академия имеет глубокие исторические традиции и более чем вековую историю, которая началась с военно-учебных заведений Российской империи и продолжалась во времена СССР. В Военной академии осуществляется подготовка военных специалистов по образовательно-квалификационным уровням «бакалавр» и «магистр» для Вооружённых сил Украины и иных военных формирований. Академия проводит языковую подготовку военнослужащих и работников Вооружённых сил Украины, повышение квалификации военнослужащих и научно-педагогических работников, подготовку студентов по программе подготовки офицеров запаса. С 2018 года открыта адъюнктура.

## История

### Создание
Военная академия, как часть системы национального военного образования, ведёт свою историю с Одесского пехотного училища, основанного в 1865 году, согласно приказу военного министра от 17 июля того же года за № 203, который предусматривал строительство военного училища для подготовки нижних чинов пехоты к офицерскому званию.
Строительство училища по проекту архитектора В. Ф. Мааса началось в конце 1865 года и было закончено в следующем году.
Вторым предшественником военной академии стал кадетский корпус, который был создан 16 апреля 1899 года по Высочайшему манифесту Николая II, провозглашённому в приказе по Военному ведомству от № 116 за 1899 год. А идея создания кадетского корпуса принадлежала командующему войсками Одесского округа графу А. И. Мусину-Пушкину, который в середине 1890-х годов признал необходимым основание в Одессе специального военного учебного заведения.

### Советский период
В июле 1919 года кадетский корпус был реорганизован в Военное училище Восточного фронта. В декабре 1943 года училищу было присвоено имя Михаила Фрунзе. В 1947 году ему было присвоено название Киевское объединённое училище самоходной артиллерии. В июле 1954 года школа была переименована в Киевское танковое училище и тогда называлась Киевским командно-техническим училищем, а затем была переименована в Киевское высшее общевойсковое командное училище. В 1943 и 1968 годах школа была награждена орденами Красного Знамени. В 1968 году оно стало высшим учебным заведением Вооружённых сил СССР по подготовке офицеров подразделений военной разведки.

### Реорганизация
На основании Постановления Кабинета министров Украины от 19 августа 1992 года № 490 и Приказа министра обороны Украины от 25 июля 1992 года № 133 на базе трёх одесских (Одесского высшего артиллерийского командного ордена Ленина училища имени М. В. Фрунзе, Одесского высшего военного объединённого командно-инженерного училища ПВО, Одесского высшего военного объединённого командного училища) и одного киевского (Киевского высшего общевойскового командного дважды Краснознамённого училища имени М. В. Фрунзе) военных училищ в 1993 году был создан Одесский институт Сухопутных войск. Созданием института руководил генерал-майор Цыбуленко Николай Васильевич. Он же стал первым начальником Одесского института Сухопутных войск.
Согласно постановлению Кабинета министров Украины от 30 августа 2006 года № 1254 «О реорганизации Одесского института Сухопутных войск» был образован Военный институт Одесского национального политехнического университета, на базе которого 30 июня 2011 года согласно постановлению Кабинета министров Украины от 23 марта 2011 года № 286 «Про реорганизацию Военного института Одесского национального политехнического университета в Военную академию (г. Одесса)» и приказа министра обороны Украины и Министерства образования и науки, молодёжи и спорта Украины от 19 апреля 2011 года № 211/353 «О мерах по реорганизации Военного института Одесского национального политехнического университета» была создана Военная Академия.

## Специальности
1. «Военное управление (по видам Вооружённых Сил)», специализации:
- Управление действиями подразделений десантно-штурмовых войск
- Управление действиями подразделений морской пехоты
- Управление действиями подразделений военной разведки
- Управление действиями подразделений сил специальных операций
- Организация разведывательно-информационной работы в воинских частях (подразделениях)

2. «Обеспечение войск (сил)», специализация:
- Продовольственное обеспечение войск
- Вещевое обеспечение войск (сил)
- Обеспечение подразделений (частей, соединений) ракетным топливом, горючим и смазочными материалами
- Квартирно-эксплуатационное обеспечение войск (сил)

3. «Электроэнергетика, электротехника и электромеханика», специализации:
- Эксплуатация и ремонт ракетного, артиллерийского вооружения
- Боеприпасы, взрывные устройства, осветительные и сигнальные средства

4. «Автомобильный транспорт», специализация:
- Военная автомобильная техника
- Транспортная логистика

## Кадетская деятельность и традиции
14 июля 2014 года контингент академии принял участие в военном параде в честь Дня взятия Бастилии, посвященном 100-летию начала Первой мировой войны в Париже. Группа курсантов и военных музыкантов под руководством подполковника Николая Коновалюка за неделю до этого приняла участие в парадной подготовке на Елисейских полях, а ещё одна украинская делегация из семи представителей училища, владеющих французским и английским языками, прошла в процессии цветного караула и приняла участие в других театральных действиях.
Курсанты академии в 2016 году приняли участие в параде в честь Дня независимости Молдавии в Кишиневе на площади Великого национального собрания.

## Начальники училища
- 1992—1994 — генерал-майор Цыбуленко, Николай Васильевич
- 2012—2021 — генерал-майор Гуляк Олег Викторович
- 2022 — н. в. — бригадный генерал Шевченко Алексей Николаевич

## Приёмная комиссия
- Правила приёма на военную кафедру подготовки офицеров запаса
- Подготовка военных специалистов